# Корвалліс
Корвалліс (англ. Corvallis) — місто (англ. city) в США, в окрузі Бентон штату Орегон. Населення — 59 922 особи (2020).

## Географія
Корвалліс розташований за координатами 44°34′12″ пн. ш. 123°16′42″ зх. д. / 44.57000° пн. ш. 123.27833° зх. д. (44.569949, -123.278285). За даними Бюро перепису населення США в 2010 році місто мало площу 37,04 км², з яких 36,60 км² — суходіл та 0,44 км² — водойми.

### Клімат
| Клімат : Корвалліс                  | Клімат : Корвалліс | Клімат : Корвалліс | Клімат : Корвалліс | Клімат : Корвалліс | Клімат : Корвалліс | Клімат : Корвалліс | Клімат : Корвалліс | Клімат : Корвалліс | Клімат : Корвалліс | Клімат : Корвалліс | Клімат : Корвалліс | Клімат : Корвалліс | Клімат : Корвалліс |
| Показник                            | Січ.               | Лют.               | Бер.               | Квіт.              | Трав.              | Черв.              | Лип.               | Серп.              | Вер.               | Жовт.              | Лист.              | Груд.              | Рік                |
| Абсолютний максимум, °C             | 18,9               | 20,0               | 24,4               | 29,4               | 35,6               | 38,9               | 40,6               | 42,2               | 39,4               | 33,3               | 22,2               | 18,9               | 42,2               |
| Середній максимум, °C               | 8,3                | 10,6               | 13,4               | 15,9               | 19,5               | 23,0               | 27,3               | 28,0               | 25,1               | 18,6               | 11,6               | 8,0                | 17,5               |
| Середній мінімум, °C                | 0,9                | 1,9                | 3,1                | 4,4                | 6,7                | 9,2                | 11,0               | 10,8               | 9,0                | 5,4                | 3,3                | 1,0                | 5,6                |
| Абсолютний мінімум, °C              | −18,3              | −17,2              | −11,1              | −4,4               | −2,2               | 0,6                | 3,3                | 2,8                | −2,8               | −5,6               | −10                | −21,7              | −21,7              |
| Норма опадів, мм                    | 164                | 145                | 117                | 76                 | 58                 | 37                 | 14                 | 19                 | 37                 | 77                 | 176                | 189                | 1109               |
| Днів з опадами                      | 19,7               | 18,0               | 18,8               | 16,3               | 12,7               | 7,8                | 3,6                | 3,9                | 7,1                | 12,4               | 20,1               | 20,8               | 161,2              |
| Днів зі снігом                      | ,9                 | 1,1                | ,2                 | 0                  | 0                  | 0                  | 0                  | 0                  | 0                  | 0                  | ,1                 | ,8                 | 3,1                |
| ----------------------------------- | ------------------ | ------------------ | ------------------ | ------------------ | ------------------ | ------------------ | ------------------ | ------------------ | ------------------ | ------------------ | ------------------ | ------------------ | ------------------ |
| Джерело: NOAA (normals, 1971–2000), |                    |                    |                    |                    |                    |                    |                    |                    |                    |                    |                    |                    |                    |

## Демографія
Згідно з переписом 2010 року, у місті мешкали 54 462 особи в 22 283 домогосподарствах у складі 10 240 родин. Густота населення становила 1470 осіб/км². Було 23423 помешкання (632/км²).
Расовий склад населення:
| - 83,8 % — білих - 7,3 % — азіатів - 1,1 % — чорних або афроамериканців - 0,7 % — корінних американців - 0,3 % — вихідців з тихоокеанських островів - 2,8 % — осіб інших рас |

До двох чи більше рас належало 4,0 %. Частка іспаномовних становила 7,4 % від усіх жителів.
За віковим діапазоном населення розподілялося таким чином: 14,9 % — особи молодші 18 років, 74,6 % — особи у віці 18—64 років, 10,5 % — особи у віці 65 років та старші. Медіана віку мешканця становила 26,4 року. На 100 осіб жіночої статі у місті припадало 101,3 чоловіків; на 100 жінок у віці від 18 років та старших — 101,3 чоловіків також старших 18 років.
Середній дохід на одне домашнє господарство становив 63 635 доларів США (медіана — 42 488), а середній дохід на одну сім'ю — 93 231 долар (медіана — 77 068). Медіана доходів становила 52 423 долари для чоловіків та 42 075 доларів для жінок. За межею бідності перебувало 28,2 % осіб, у тому числі 16,4 % дітей у віці до 18 років та 7,0 % осіб у віці 65 років та старших.
Цивільне працевлаштоване населення становило 26 008 осіб. Основні галузі зайнятості: освіта, охорона здоров'я та соціальна допомога — 40,9 %, мистецтво, розваги та відпочинок — 12,4 %, науковці, спеціалісти, менеджери — 9,6 %, роздрібна торгівля — 9,4 %.

## Історія
Місто заснував Джозеф Ейвері (англ. Joseph C. Avery) у жовтні 1845 року, але офіційною датою заснування міста є 29 січня 1857 року.
У місті є університет, заснований 1868 року.